# 高田石成
高田 石成（たかた の いわなり）は、飛鳥時代の人物。姓は首。贈従五位上・高田新家の子とし、子に久比万呂・黒人がいたとする系図がある。冠位は追広弐。
3種類の武器に習熟したことによって、689年に持統天皇から賞を与えられた。

## 経歴
高田氏は渡来系の氏族である。石成については『日本書紀』の持統天皇3年（689年）11月8日の条にのみ見える。それによれば、追広弐の高田首石成は、中市において、3つの武器に習熟したことを褒められ物を与えられた。追広弐は下級官人の官位である。官吏に武器の所有を義務付けることは天武天皇以来の政策であったが、特定個人の褒賞の記事は珍しい。